# Lune de miel tragique
Lune de miel tragique (Fatal Honeymoon) est un téléfilm américain réalisé par Nadia Tass, diffusé le 25 août 2012 sur Lifetime et en France le 28 janvier 2013 et le 30 janvier 2014 sur TF1.

## Fiche technique
- Titre original : Fatal Honeymoon
- Réalisation : Nadia Tass
- Scénariste : Teena Booth et Mac Gudgeon
- Musique : Robert Upward et Robert J. Kral
- Pays :  États-Unis
- Durée : 99 minutes

## Distribution
- Gemma Forsyth (VF : Claire Baradat) : Alanda McCarthy
- Billy Miller (VF : Raphaël Cohen) : Gabe Watson
- Amber Clayton (VF : Lydia Cherton) : Tina Watson
- Gary Sweet (en) (VF : Patrick Bethune) : Détective Gary Campbell
- Harvey Keitel (VF : Michel Papineschi) : Tommy Thomas
- Kate Jenkinson (en) : Kim Watson
- Zoe Ventoura : Joanna
- Sara Wiseman : Anchor Person
- Matt Zeremes (en) : Matt Farmer
- Brad McMurray : Officier Hantz
- Troy MacKinder : TV Host

## Accueil
Le téléfilm a été vu par 1,955 million de téléspectateurs lors de sa première diffusion.